# Bartolomeo Pico detto Zappino
Bartolomeo Pico, noto anche con lo pseudonimo di Zappino (circa 1300 – dopo il 1336), è stato un condottiero italiano.

## Biografia
Era figlio di Nicolò di Francesco Pico.
Fu compreso nell'investitura della Mirandola concessa nel 1311 dall'imperatore Enrico VII di Lussemburgo ai cugini Francesco I Pico e Nicolò di Giovanni (†1321), detto Il Grande; nel 1318 fu con altri destinato alla correzione degli Statuti della Mirandola. Benché ghibellino, prevalse in lui l'amor di famiglia a seguito dell'omicidio del cugino Francesco I e i di lui figli nel 1321 per mano di Rinaldo Bonacolsi, detto "il Passerino": il 2 aprile 1327 ordì quindi un trattato affinché, cacciati i Bonacolsi da Modena, vi fosse introdotto il partito pontificio; tuttavia la trama venne scoperta il giorno seguente e costò la vita a molti traditori. Passato il dominio di Modena a Lodovico il Bavaro, Zappino militò sempre contro i guelfi. Il 24 settembre 1330 fu fatto prigioniero dai Bolognesi nel castello di Sant'Agata Bolognese, dove si trovava con il vescovo modenese Rolando.  Nell'aprile 1331 fu testimone nell'atto con cui Modena conferì la signoria al re Giovanni I di Boemia. Il 21 agosto 1331 redasse il proprio testamento a Modena, in cui è indicato Roberto quale suo unico figlio legittimo. Nel 1332, geloso dello splendore dei Pio e del loro ascendente verso Lodovico, se ne dichiarò nemico e non volle più riconoscerlo; si ritirò perciò da Modena con la sua famiglia, ritornandovi nel 1336 quando Modena venne acquisita da Obizzo III d'Este a seguito delle convenzioni di Lerici del 1334 della Lega di Castelbaldo contro il re Giovanni, e della cessione dei Pio che vi erano vicari imperiali.
Il nipote Nicolò (figlio del fratello Egidio) ne venne chiamato all'eredità, in sostituzione del figlio Roberto, morto senza prole.

## Discendenza
Zappino sposò una donna di nome Giovanna, da cui ebbe il figlio:
- Roberto, morto senza prole;

Rimasto vedovo, nel 1328 sposò Agnese, figlia di Manfredino Pio, da cui ebbe la figlia:
- Alisanta

Ebbe anche due figli naturali:
- Aldrovandino
- Poma